# گویلرمو پریتو
گویلرمو پریتو پرادیلو (به انگلیسی: Guillermo Prieto Pradillo) ‏ (زاده ۱۰ فوریه ۱۸۱۸ – درگذشته ۲ مارس ۱۸۹۷) رمان‌نویس، داستان‌نویس، شاعر، وقایع‌نگار، ژورنالست، مقاله‌نویس، وطن‌پرست و سیاست‌مدار لیبرال اهل مکزیک بود. براساس نظر «الادیو کورتس» ، پریتو در طول زندگی‌اش به عنوان شاعر ملی مکزیک در نظر گرفته شده، و وفاداری اش به لیبرال‌های مکزیکی امکان این را داد تا به عنوان وزیر امور مالی و خارجه دولت‌های مختلف به خدمت بپردازد.
وی در نوشته‌های خود از تخلص‌های متعددی از جمله دان بندنو و فیدل استفاده کرد.

## سال‌های اولیه
پریتو در مکسیکو سیتی بدنیا آمد. او پسر «خوزه ماریا پریتو گامبوآ» و «جوزفا پرادیلووای استانول» بود. دوران کودکی او در نزدیکی «مولینو دل ری» (آسیاب پادشاه)، در کنار قلعه تاریخی چپولتپک سپری شد، زیرا پدرش مدیریت آسیاب و نانوایی آن‌جا را بر عهده داشت. پریتو ۱۳ ساله بود که پدرش فوت کرد و مادرش دچار حمله اعصاب شد. وی تحت سرپرستی «آندرس کوئینتانارو» و «فرناندو کالدرون» توانست به تحصیل خود ادامه بدهد. پس از کار در یک فروشگاه لباس و در گمرک، پریتو وارد کالج Colegio de San Juan de Letrán شد.
او «آکادمی لتران» را در ژوئن ۱۸۳۶ میلادی با هدف «مکزیکی شدن ادبیات» به همراه مانوئل توسن فرر و برادران خوزه ماریا و خوان لاکونزا تأسیس کرد. کوئینتانارو به عنوان «رئیس دائمی» آکادمی انتخاب شد.
پریتو کار خود را به عنوان ژورنالست و منتقد تئاتر با El Siglo XX و با انتشار ستون Los San Lunes de Fidel آغاز کرد. او برای El Monitor Republicano کار می‌کرد و همراه با ایگناسیو رامیرز مجله فکاهی Don Simplicio را پایه‌گذاری کرد. پریتو از جوانی حامی حزب لیبرال بود و از مواضع این حزب در مطبوعات و سایر نوشته‌هایش دفاع می‌کرد.

## زندگی سیاسی
پریتو به ترتیب منشی شخصی والنتین گومز فاریاس و آناستازیو بوستامانته شد. در زمان بوستامانته او سردبیر «ال دیاریو آفیشال» بود. پریتو در زمان روسای جمهور ماریانو آریستا، خوان آلوارز و بنیتو خوارس، وزیر دارایی (hacienda) بود. او ۱۵ بار نماینده کنگره و نماینده پوئبلا در کنگره مؤسسان ۱۸۵۶–۱۸۵۷ شد و همراه با دیگر لیبرال‌ها از طرح دی آیوتلا حمایت کرد؛ طرحی که در اول مارس ۱۸۵۴ اعلام شد و هدفش سرنگونی دیکتاتور آنتونیو لوپز دو سانتا آنا بود. به همین دلیل پریتو موقتاً به گواناهواتو تبعید شد. وی به عنوان وزیر دارایی پرزیدنت خوارز، پس از کودتای فلیکس زولوآگا، رئیس‌جمهور را در تبعید همراهی کرد.
در طول جنگ بعدی اصلاحات، پریتو بین رئیس‌جمهور و محافظان شورشی تفنگ به دست (۱۴ مارس ۱۸۵۸) ایستاد و جان رئیس‌جمهور خوارز را در گوادالاخارا نجات داد. در پی این اقدام او، پاسداران عقب‌نشینی کردند و تیراندازی نکردند. پس از آن، پریتو آهنگ فکاهی ارتش لیبرال «Los cangrejos» (خرچنگ‌ها) را ساخت. لیبرال‌ها به رهبری ژنرال «خسوس گونزالس اورتگا» در ژانویهٔ ۱۸۶۱ میلادی، با آهنگ «Los cangrejos» دوباره وارد مکزیکوسیتی شدند و به جنگ اصلاحات پایان دادند.
پس از بازگشت دولت جمهوری‌خواه به مکزیکوسیتی، پریتو که دوباره سمت وزیر دارایی را داشت، فرمان ۵ فوریهٔ ۱۸۶۱ میلادی را منتشر کرد. او در این فرمان اعلام کرد که اموال کلیسایی همیشه متعلق به ملت بوده و هست در نتیجه، قراردادها و سایر معاملاتی که توسط کشیشان بدون موافقت دولت مشروطه انجام شده، باطل بوده و باطل می‌شود.
بعدتر پریتو در سمت وزیر روابط خارجه در دولت خوسه ماریا ایگلسیاس خدمت کرد.
نشریه La República در سال ۱۸۹۰ میلادی یک نظرسنجی برای انتخاب محبوب‌ترین شاعر مکزیک برگزار کرد. پریتو به راحتی برنده این نظرسنجی شد. «ایگناسیو مانوئل آلتامیرانو» او را «شاعر عالی اهل مکزیک، شاعر سرزمین پدری» نامید.
الادیو کورتس می‌گوید که او در سنین پیری «تا حدودی از لحاظ رفتار و ظاهر کلی خود عجیب و ناآشنا شد». پریتو در ۲ مارس ۱۸۹۷ میلادی در تاکوبایا و در سن ۷۹ سالگی در حضور همسر دومش «امیلیا گلارد» ، فرزندان و نوه‌هایش درگذشت.